# Apatura iris
La tornasolada (Apatura iris) es una especie de lepidóptero ditrisio de la familia Nymphalidae.

## Descripción
Es uno de los ninfálidos de mayor tamaño con una envergadura alar de 70-80 milímetros en los machos y 80-92 mm en las hembras. Los adultos tienen alas de color marrón oscuro con bandas y manchas blancas, y un pequeño anillo de color naranja en cada una de las alas posteriores. Los machos tienen un brillo iridiscente púrpura-azul mientras que las hembras carecen de él. Las larvas (orugas) son de color verde con marcas blancas y amarillas, y tienen dos grandes 'cuernos' en el extremo anterior y otro más pequeño en la parte posterior.

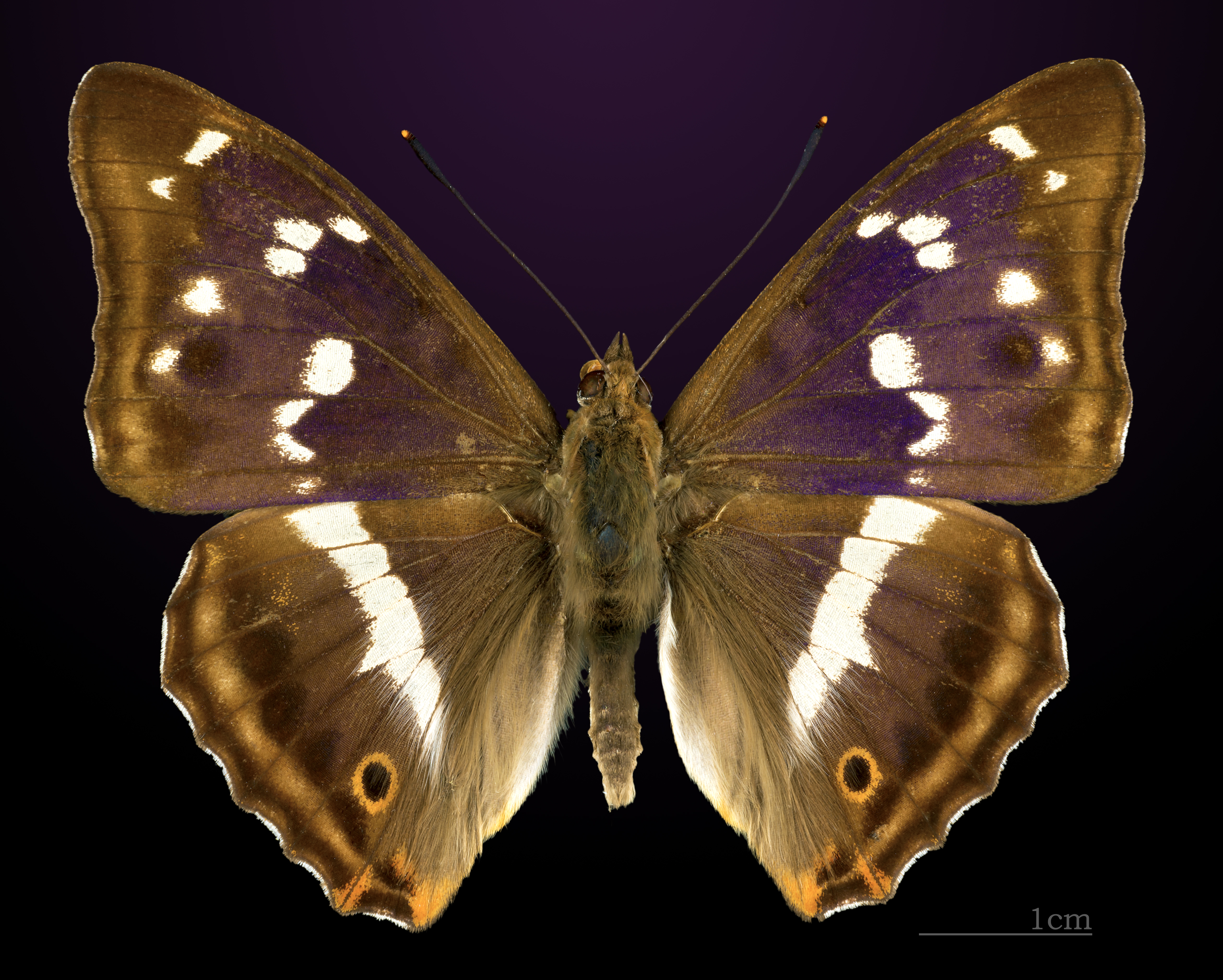
Dorso
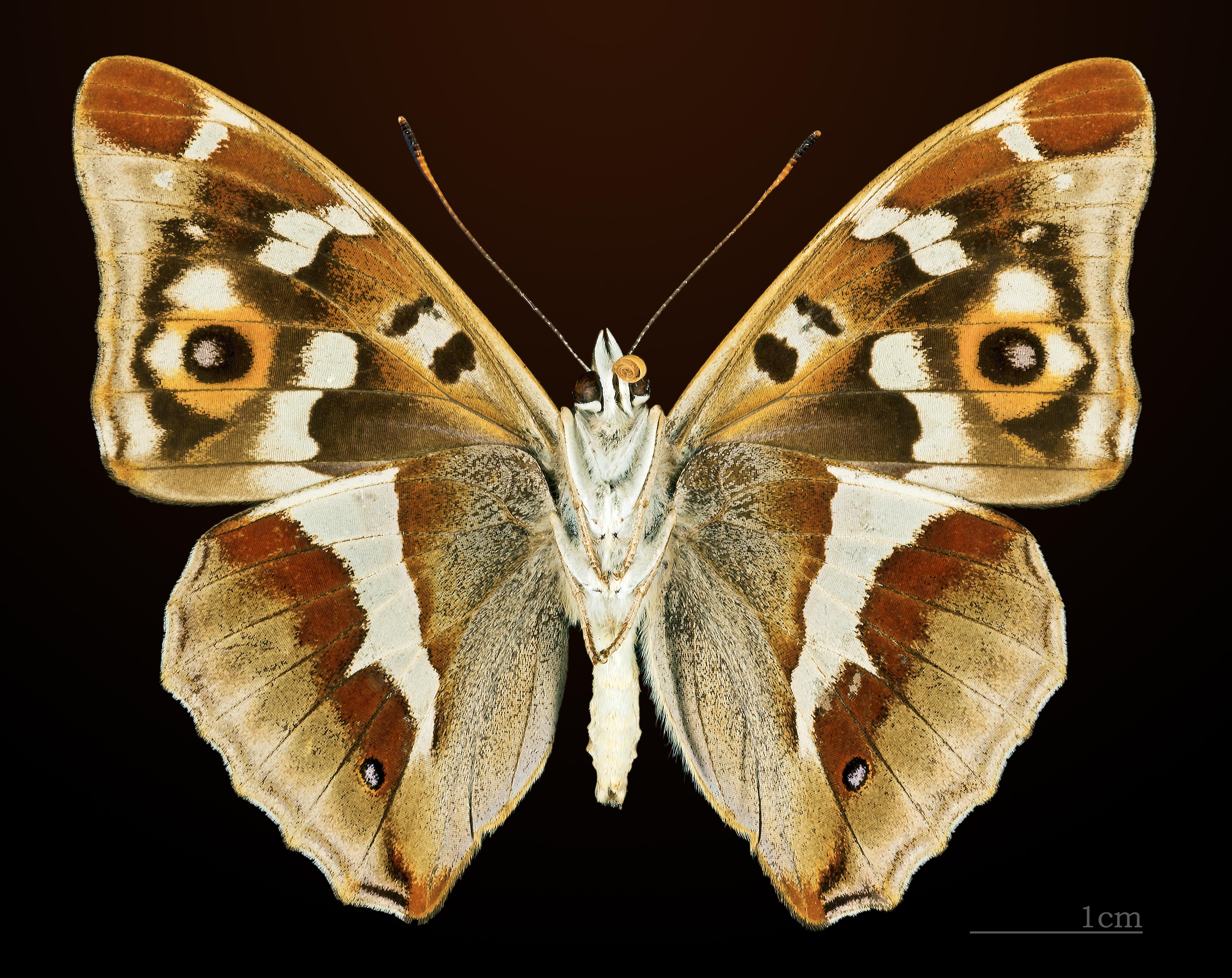
△ Vientre

## Hábitat
Vive en bosques de ribera y sus alrededores, desde nivel del mar a 1500 m s. n. m. Aunque en ocasiones se pueden encontrar ejemplares de paso en biotopos muy diferentes, como hayedos, robledales o pinares.

## Alimentación
A diferencia de la mayoría de las mariposas, la tornasolada no se alimenta de las flores, sino de la melaza segregada por áfidos, la savia que rezuman algunos árboles, frutas podridas, estiércol, orina y cadáveres de animales.